# Il wagneriano perfetto
Il wagneriano perfetto (The Perfect Wagnerite) è un saggio di George Bernard Shaw sull'Anello del Nibelungo (o Tetralogia) di Wagner, pubblicato nel 1898.

## Tesi

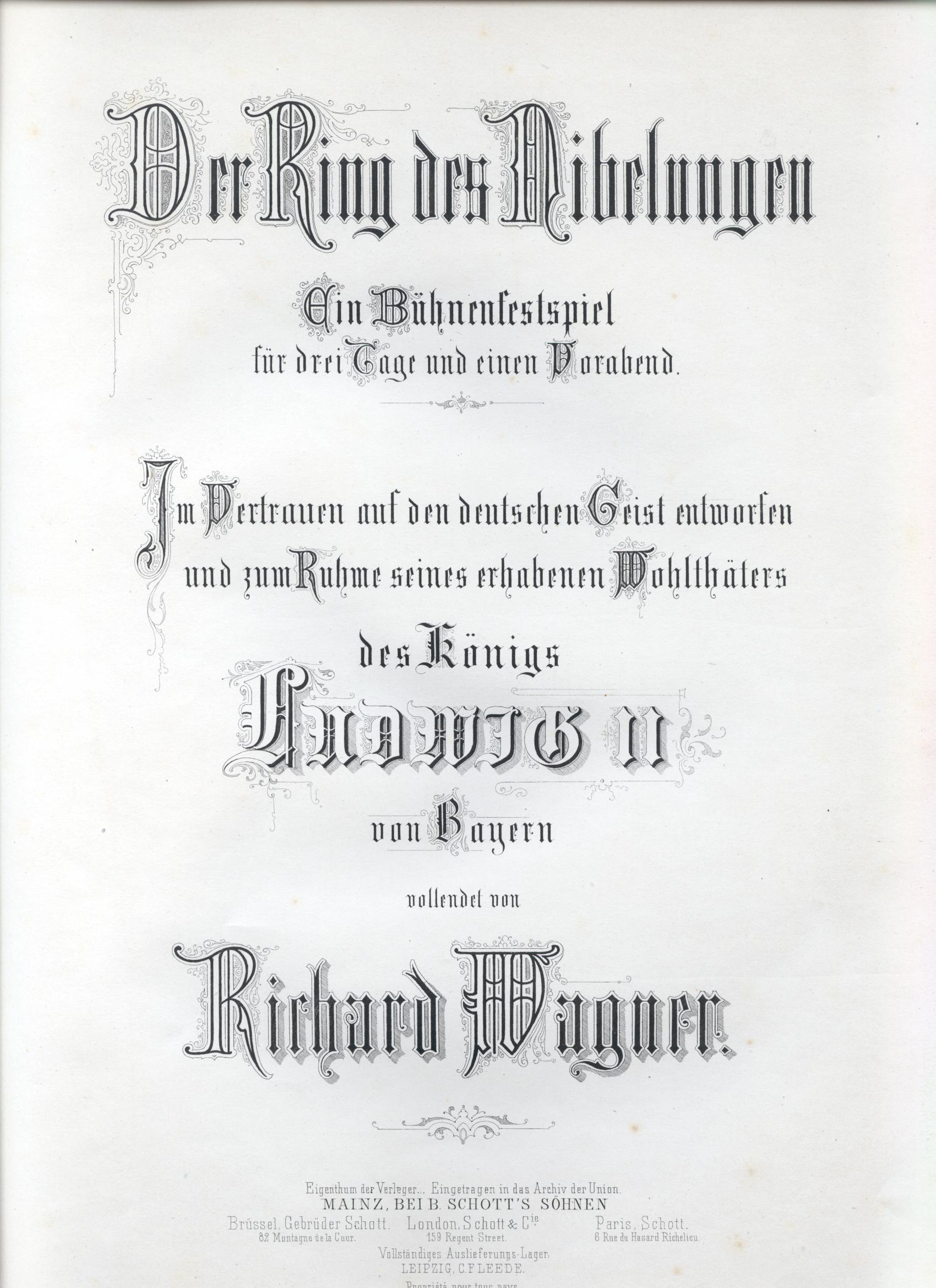
Frontespizio del libretto dell' Anello del Nibelungo (1876)

Le competenze musicali dell'autore George Bernard Shaw (1856-1950) erano notevoli. Shaw fu infatti critico musicale, con lo pseudonimo italiano di "Corno di Bassetto", della Pall Mall Gazette, dal 1886 al 1889; di The Star, dal 1888 al 1890; inoltre fino al 1894 scrisse alcune tra le critiche musicali più acute del tempo su The world. Molte delle sue critiche musicali furono pubblicate dallo stesso Shaw nel 1937.
Nel Wagneriano perfetto Shaw, oltre all'analisi delle partiture e dei libretti delle opere che compongono la Tetralogia, si sofferma sul significato sociale e filosofico dell'opera wagneriana. Dapprima Shaw fa un'ampia esposizione delle quattro opere che compongono la Tetralogia (L'oro del Reno, La Valchiria, Sigfrido e Il crepuscolo degli dei), spiegando per ciascuna di esse la genesi, il significato filosofico e sociale, e il valore musicale. La Tetralogia è stata composta in un periodo di tempo molto lungo: 26 anni. Quando Wagner componeva L'oro del Reno (1854) «affermava il principio della rivoluzione socialista di Dresda: la condanna della società capitalistica del tempo»; ma nel 1876, anno in cui Wagner creava il Crepuscolo degli dei, Wagner aveva ormai accettato il fallimento delle idee giovanili. Dal punto di vista musicale, costruendo su temi, invece che su schemi metrici, Wagner raggiunge il vertice della scuola musicale drammatica del XIX secolo; inoltre, essendo stato anche il poeta drammatico della sua opera, in Wagner si osserva l'aderenza perfetta della forma al contenuto. Negli ultimi capitoli dell'opera, Shaw fa una rassegna dei compositori post-wagneriani contemporanei, sulle rappresentazioni e sugli interpreti della Tetralogia.
L'opera di Shaw è stata ampliata nelle edizioni successive. La quarta edizione, del 1923, ristampata nel 1967 è la versione definitiva corrispondente all'edizione italiana tradotta nel 1924 da Tito Diambra e Cesare Castelli.

## Edizioni
- George Bernard Shaw, The Perfect Wagnerite: a commentary on The ring of the Niblungs, London: Grant Richards, 1898
- Il wagneriano perfetto: commento critico all'"Anello del Nibelungo"; traduzione di Tito Diambra e Cesare Castelli dall'ultima edizione inglese del 1923, Milano: Sonzogno, 1924
- Il wagneriano perfetto, Collezione Biblioteca di cultura musicale - Documenti e saggi n. 5, Torino: EDT, 1997, ISBN 88-7063-015-3 (Google libri (parziale))